# Полурядинки
Полурядинки — село в Московской области России. Входит в городской округ Коломна. Население — 885 чел. (2010).

## Население
| 1859 | 1905 | 2002 | 2006 | 2010 |
| ---- | ---- | ---- | ---- | ---- |
| 540  | ↗694 | ↗886 | ↗944 | ↘885 |

## География
Расположено в восточной части района, примерно в 8 км к востоку от центра города Озёры. В селе 4 улицы — Зелёная, Крайняя, Озерская и Школьная. Связано автобусным сообщением с районным центром. Ближайшие населённые пункты — деревни Климово и Клинское.

## История
В писцовых книгах конца XVI века указывается село Ряденки, в конце XIX века близ села возник его выселок — деревня Полурядинки. Оба селения существовали раздельно вплоть до 1950-х гг., но вскоре выделившаяся из села деревня, поглотила его, обогнав в развитии.
В 1781 году в Полурядинках построена небольшая деревянная церковь Николая Чудотворца, с 1873 года приписанная к церкви в Сенницах.
В «Списке населённых мест» 1862 года Рядинки — казённое село 1-го стана Зарайского уезда Рязанской губернии между Каширской дорогой и рекой Осётр, в 15 верстах от уездного города, при колодцах и прудах, с 94 дворами, православной церковью и 540 жителями (264 мужчины, 276 женщин).
По данным 1905 года село Рядинки и сельцо Полурядинки входили в состав Сенницкой волости Зарайского уезда. В селе имелись деревянная церковь и школа, проживало 246 жителей (122 мужчины, 124 женщины), насчитывалось 29 дворов; в сельце проживало 694 жителя (326 мужчин, 368 женщин), насчитывалось 100 дворов.
С 1929 года населённые пункты вошли в состав Озёрского района Коломенского округа Московской области. С 1930-го, в связи с упразднением округа, — в составе Озёрского района Московской области.
1959—1969 гг. — в составе Коломенского района Московской области, а в 1960 году из Полурядниковского сельсовета передано Сенницкому.
В середине XX века сломана Никольская церковь.
В 1978 году деревня Ряденки была включена в черту села Полурядинки Сенницкого сельсовета.
С 1994 по 2006 год — центр Сенницкого сельского округа.
С 2006 по 2015 год входило в сельское поселение Клишинское Озёрского района, с 2015 до 2020 гг. — в городской округ Озёры.